# ميونغسونغ ملكة جوسون
كانت الملكة ميونغ سونغ (13 يونيو 1642 - 21 يناير 1684) (بالإنجليزية: Queen Myeongseong) والمعروفة أيضًا باسم الملكة الأم هيونريول (현렬 왕대비) الملكة وزوجة الملك هيونجونغ ملك جوسون ، العاهل الثامن عشر لسلالة جوسون . كانت من عشيرة شيونغ بونغ كيم (명성 왕후 김씨) 

## السيرة الشخصية
كانت الزوجة الملكة للملك هييونجونغ وأم سوكجونغ الملك لاحقًا. كانت الملكة ميونغ سونغ (명성 왕후) شخصية حكيمة وذكية، ولكن قيل إن شخصيتها الشرسة هي السبب في عدم وجود محظية لزوجها طوال حياته. أصبحت الملكة الأم(( Dowager Hyeonryeol (현렬 왕대비) عندما توج ابنها سوكجونج، كملك. تدخلت الملكة ميونغ سيونغ بشكل متكرر في المحكمة، وانتقدت الجنوبيين (نامين) واتهمت أبناء الأمير الكبير إنبيونج (الأمراء بوكتشانج، بوكسيون، وبوكبيونج) بتهمة الزنا مع خادمات القصر. كان السبب أنها نظرت إليهم على أنهم تهديد لمكانة ابنها.
ومع ذلك، لم يكن هناك أي دليل يدعم اتهامها، وبسبب ادعائها انتهى الأمر بوالدها ليكون المشتبه في قيامه ببدء الافتراء على الأمراء. أخذت الملكة ميونغ سونغ الأمر بنفسها وركعت خارج مهجعها، مطالبةً ابنها سوكجونغ بإثبات جريمة الأمراء. في النهاية، نفت سوكجونغ الأمراء الثلاثة وسخر منها الجنوبيون باعتبارها تجسيدًا للملكة منجيونغ بسبب تدخلها في السياسة. اختار والدها أن يحبس نفسه في منزله بعد الحادث لأنه شعر بالإهانة وتوفي بسبب الاكتئاب الشديد.
بعد سماع علاقة سوكجونغ مع مضيفة القصر ( السيدة جانج ) ، أرسلت الملكة ميونغ سيونغ المضيفة من القصر لأن وضعها المتدني سيجعلها جاهلة وشريرة في رأيها. ومع ذلك، كان السبب الحقيقي هو خلفية عائلة المرأة حيث أنها من الجنوبيون مما الملكة تعتقد أنها دخلت القصر لتصبح جاسوسًا للجنوبيين. أقامت حفلًا للصلاة من أجل تعافي ابنها بعد أن شعر سوكجونغ بغياب وعيه. كانت الملكة ميونغ سيونغ مؤمنة بشدة بالشمانية، وبعد التشاور مع الشامان، قررت الصلاة وصب الماء عليها أثناء ارتداء الملابس الصيفية على الرغم من أن ذلك الوقت كان في الشتاء. أصيبت بانفلونزا سيئة وتوفيت في العام نفسه. على الرغم من أن الوزراء حثوا على إعدام الشامان، إلا أن سوكجونغ قرر نفيها.

## في الثقافة الشعبية
- تم تجسيدها بواسطة كيم هاي سوك (Kim Hae-sook) في المسلسل التلفزيوني لعام 1988 الخاص بـقناة MBC خمسمئة عام من جوسون: الملكة في هيون (500 Years of Joseon:Queen In Hyun).
- تم تجسيدها من قبل كيون مي ري (Kyeon Mi-ri) في المسلسل التلفزيوني لعام 1995 على قناة SBS القصة الملكية:جانغ هي بين (Royal Story:Jang Hee Bin).
- جسدتها كيم يونغ أي في مسلسل على قناة KBS التلفزيونية عام 2002 «القصة الملكية»: جانغ هي بين (Royal Story:Jang Hee Bin).
- تم تجسيدها بواسطة بارك جونغ سو (Park Jung-soo) في مسلسل عام 2010 على قناة MBC التلفزيونية دونغ يي Dong Yi .
- تم تجسيدها من قبل لي جا هيون (Lee Ga-hyun) في المسلسل التلفزيوني عام 2012 على قناةMBC طبيب الملك (The King's Doctor) .
- تم تجسيدها بواسطة كيم سون كيونج (Kim Sun-kyung) في مسلسل على قناة SBS التلفزيونية لعام 2013 Jang Ok-jung، Living by Love .